# Condado de Sterling
O Condado de Sterling é um dos 254 condados do Estado americano do Texas. A sede do condado é Sterling City, e sua maior cidade é Sterling City.
O condado possui uma área de 2 392 km² (dos quais 0 km² estão cobertos por água), uma população de 1 393 habitantes, e uma densidade populacional de 1 hab/km² (segundo o censo nacional de 2000).
O condado foi fundado em 1891. É um dos 46 condados do Texas que proibem a venda de bebidas alcoólicas.